# Polydesmus ensiger
Polydesmus ensiger är en mångfotingart som beskrevs av Karsch 1881. Polydesmus ensiger ingår i släktet Polydesmus och familjen plattdubbelfotingar. Inga underarter finns listade i Catalogue of Life.